# Gerdrup
Gjerdrup eller Gerdrup er en gammel sædegård, som nævnes første gang i 1151. Gården ligger i Eggeslevmagle Sogn, Slagelse Kommune. Hovedbygningen er opført i 1864-1866 af tømrermester Rudolf Unmack og senere restaureret ved Alf Cock-Clausen.
Gjerdrup Gods er på 799 hektar med Lyngbygaard
Arkitekten G.F. Hetsch udførte i 1840 og 1841 to udkast til Gerdrups hovedbygning (et i klassicistisk stil og et andet i nygotisk), men ingen af disse kom til udførelse, idet ejeren døde. I stedet opførte sønnen den nuværende enkle rødstensbygning, der er inspireret af engelske herregårde.

## Ejere af Gjerdrup
- (1151-1400) Slægten Hvide
- (1400-1417) Jep Jensen Godov
- (1417-1429) Anders Jacobsen Lunge
- (1429-1475) Jørgen Rud
- (1475-1500) Erik Jensen Dyre
- (1500-1529) Anne Eriksdatter Dyre gift (1) Hansen (2) stampe
- (1529-1558) Søren Clausen Stampe
- (1558-1571) Ellen Sørensdatter Stamp gift Hundermark
- (1571-1593) Claus Pedersen Hundermark
- (1593-1611) Peder Clausen Hundermark
- (1611-1617) Erik Clausen Hundermark
- (1617-1638) Anne Clausdatter Hundermark gift Kaas
- (1638-1648) Ellen Clausdatter Hundermark gift Cunningham
- (1648-1651) David Welwood
- (1651-1654) Lorents Cunningham / Hans Welwood
- (1654-1658) Peder Vibe
- (1658-1662) Anna Cathrine Budde gift (1) Vibe (2) Vind
- (1662) Hans Riblt
- (1662-1687) Joachim Frederik Vind
- (1687-1693) Anne Elisabeth Joachimsdatter Vind gift Grubbe
- (1693-1702) Diderich Grubbe
- (1702-1727) Anne Elisabeth Joachimsdatter Vind gift Grubbe
- (1727-1729) Holger Grubbe
- (1729-1731) Diderikke E. Grubbe / Christiane E. Grubbe
- (1731-1735) Christiane baronesse Fuiren gift Harboe
- (1735-1737) Slægten Harboe
- (1737-1739) Oluf Bruun / Jørgen Willumsen
- (1739-1750) Oluf Bruun
- (1750-1755) Simon Borthuus
- (1755-1756) Otto Borthuus
- (1756-1760) Casper Frederik Bülow
- (1760-1782) Morten Iversen Qvistgaard
- (1782-1807) Peter Christoffer Mortensen Qvistgaard
- (1807-1814) Anna Henriette Elisabeth Qvistgaard f. Schow, 2. gang gift de Neergaard
- (1814-1831) Peter Johansen de Neergaard
- (1831-1842) Morten Christen Qvistgaard
- (1842-1870) Victor Emilius Qvistgaard
- (1870-1919) Viggo Johan Qvistgaard
- (1919-1930) Holger Fabricius
- (1930-1953) Kirstine Feyring gift Fabricius
- (1953-1975) Peter Frederik Fabricius
- (1975-1987) Peter Fabricius
- (1987-) Hofjægermester Peter Nicolai Fabricius Melchior